# Nicole Minettiová
Nicole Minettiová (nepřechýleně Minetti, * 11. března 1980 Rimini, Itálie) je italská mediální osobnost a bývalá politička, která zastávala pozici regionální radní za PdL pro 16. volební obvod Lombardie v letech 2010 až 2012.

## Životopis
Je dcerou podnikatele Antonia Minettiho, který se narodil v Londýně. Její otec se věnoval pořádání akcí v jejím rodném Rimini. Její matkou je Britka Georgina Reidová. Matka pracovala jako barmanka v riminské diskotéce Paradiso Dream Club. Později se její matka stala učitelkou tance a baletu. Minettiová vyrůstala společně s mladší sestrou Angelicou.
Studovala střední školu Liceo Classico Statale „Giulio Cesare“ v rodném Rimini. Při studiu vynikala angličtinou, proto získala brigádu jako hosteska v hotelu Rimini Fiera. V roce 2004 propadla v pátém ročníku střední školy. Následující rok střední školu úspěšně dokončila a zapsala se ke studiu na vysoké škole. Na Boloňské univerzitě se rozhodla studovat obor Biologie. Po neúspěšném ukončení prvního roku studia se přestěhovala do Milána v roce 2006. Tam začala studovat obor Dentální hygiena na Università Vita-Salute San Raffaele. V roce 2009 získala titul bakalář.

## Kariéra
Minettiová vystřídala několik různých profesí ve své dosavadní kariéře. V mládí se kvůli pokročilé znalosti angličtiny dostala do hotelu v Rimini jako hosteska. Od roku 2007 účinkovala v médiích jako moderátorka a herečka na nejrůznějších italských soukromých televizních stanicích. O tři roky později ji italští voliči vybrali jako regionální radní pro volební obvod Lombardie.

### Televizní zkušenost
Při snídani v baru na Corso Como si jí všiml technik satirického pořadu Scorie, který byl vysílaný na stanici Rai 2 a komentovaný Nicolem Savinem. Minettiová se zúčastnila konkurzu na moderátorku pořadu. Od září 2007 do června 2008 pořad moderovala.
Kromě práce moderátorky si stále přivydělává jako hosteska. Ve stejném roce se dostala na veletrh EICMA. Při práci na veletrhu se u stánku s názvem Publitalia '80 poprvé setkala se Silviem Berlusconim. Už v té době je jeho velkou obdivovatelkou.  Na Rai 2 také debutovala jako korespondentka časopisu Stelle e note di Natale pod uměleckým vedením Luciana Silighiniho. V únoru 2009 se opět dostala do blízkosti Berlusconiho. Berlusconi se dostal do nemocnice San Raffaele, aby si nechal vyšetřit kůži u jednoho z profesorů, který byl učitelem Minettiové. Na jaře téhož roku se účastnila dalšího konkurzu a získala roli Hit Model v pořadu Colorado Cafe, který opět režíroval Silighini, na stanici Italia 1.

### Politická kariéra
Minettiová byla v roce 2010 zvolena regionální radní v Lombardii na základě své kandidatury na listině prezidenta Roberta Formigoniho. Její zařazení na tuto kandidátní listinu totiž zaručovalo automatické zvolení do užšího výběru v případě vítězství prezidentského kandidáta, s nímž byla spojena.
Údajně byla přidána na kadindátní listinu za „každou cenou“. K přidání došlo na popud samotného Berlusconiho, který se s ní seznámil na stánku Publitalia. Minettiová později uvedla, že jí v této době Berlusconi kupoval luxusní náramky.
V zimě 2010 se italští novináři zaměřili na neobvyklý proces její kandidatury. I její spolustraníci na kandidátce kritizovali její kandidaturu kvůli absenci jakýchkoli předchozích politických zkušeností. Část členů PdL protestovali proti jejímu zařazení na bezpečnostní listinu.

## Soudní řízení
Při své politické kariéře stanula Minettiová několikrát před italskými soudy různých instancí kvůli svému zapojení ve dvou politických kauzách. Obě události získaly lokální i mezinárodní mediální přesah.

### Zapojení do kauzy Rubygate
Minettiová se dostala na titulní stránky italských novin v říjnu 2010 kvůli svému zapojení v kauze Rubygate. Ruby (vlastním jménem Karima Al Maroughová) byla 17letá marocká dívka, která skončila na policejní stanici kvůli podezření z krádeže a po několika hodinách byla propuštěna díky telefonátu samotného Silvia Berlusconiho. Minettiová se vydala vyzvednout dívku na příkaz Berlusconiho mezi 01:00 a 02:00 tamějšího času na milánskou policejní stanici 27. května 2010. Dívka na stanici u sebe neměla žádné osobní doklady. I když soudem pro nezletilé bylo přiznané pěstounství Minettiové o Ruby, Minettiová popřela, že by dívce po jejím vyzvednutí poskytla ubytování. Své počinání v průběhu noci popsala jako laskavost pro tehdejšího italského premiéra, Berlusconiho.

### Napomáhání prostituci
Minetti byla vyšetřována milánským prokurátorem za napomáhání prostituci v říjnu 2010. Kromě ní byli v seznamu obviněných také tehdejší ředitel TG4 Emilio Fede a manažer a talentový skaut Lele Mora, který byl už zapojen do skandálu Vallettopoli spolu s Fabriziem Coronou. V červenci 2013 byla Minetti spolu s dalšími dvěma obžalovanými (Emiliem Fedem a Lelem Moraem) v prvním stupni odsouzena milánským soudem v rámci procesu Ruby na 5 let odnětí svobody. Na stejně dlouhou dobu nemohla Minettiová zastávat jakoukoliv veřejnou funkci kvůli napomáhání s prostitucí. V roce 2014 odvolací soud snížil trest u Minettiové na 3 roky a dovolil jí požádat o přezkum celého rozsudku a možnost využití alternativního opatření k vězení u rozhodčího soud.
Soudci Nejvyšší soudu, rozhodčího soudu tohoto procesu, zrušili rozsudek u Minettiové a Fedeho 22. září 2015. Soud následně vrátil celý případ k novému odvolacímu řízení. Při této události Nejvyšší soud odmítl odvolání milánského prokurátora, který požadoval přísnější tresty pro oba zmíněné účastníky procesu. Nové odvolací řízení skončilo udělením mírnějšího trestu v délce 2 roky a 10 měsíců dne 7. května 2018. V dubnu 2019 Nejvyšší soud definitivně potvrdil odsouzení na 2 roky a 10 měsíců.

### KauzaRimborsopolia zpronevěra veřejných financí
V červenci 2021, v rámci druhostupňového řízení, které se konalo u Odvolacího soudu v Miláně, se dohodla na trestu 1 roku a 1 měsíce odnětí svobody za zpronevěru veřejných financí. V roce 2015 soudci, na žádost státního zástupce, postavili Nicole Minettiovou a další politiky před soud s obviněním z zpronevěry a podvodu za údajné „veselé“ výdaje provedené z náhrad za výdaje Regionálního zastupitelstva Lombardie.

## Osobní život a podnikání
V únoru 2010 začala chodit s mladou manažerkou Simone Giancolovou a tento vztah byl o několik měsíců později přerušen v souvislosti s Rubygate. V roce 2012 se provedla coming out a uvedla, že měla také vztahy se ženami. Téhož roku pověřila Minettiová svého asistenta Luca Pedriniho, aby zaregistroval na Patentovém a obchodním úřadě ministerstva hospodářského rozvoje logo kondomů s názvem Bunga Bunga jako reakci na její mediální kontroverze. Showmanka Marysthell Garcia Polancoová, která byla také zapletena do Rubygate, potvrdila, že měla s Minettiovou vztah. V roce 2013 měla Minettiová romantický vztah s rapperem Gué Pequenem a na podzim se přestěhovala na Ibizu, kde žila a pracovala jako DJka. V roce 2014 otěhotněla ve vztahu s Claudiem D'Alessiem, synem Gigiho D'Alessia. O dítě nakonec přišla. V roce 2024 chodila s Giuseppem Ciprianim, potomkem známých restauratérů.